# Valeria Sarmiento
Rosa Valeria Sarmiento Martínez (Valparaíso, 29 de octubre de 1948) es una directora, guionista y montajista chilena. Desde 2021, es miembro de la Academia de Artes y Ciencias Cinematográficas de Hollywood.

## Biografía
Nacida en Valparaíso, Sarmiento estudió cine y en 1968 fue parte de la primera generación de la Escuela de Cine en la Universidad de Chile de esta ciudad.
Sarmiento realizó los primeros montajes de películas de Raúl Ruiz. Luego de eso, se casó con el cineasta en 1969 y cuatro años después se vieron obligados a trasladarse a París (Francia) debido al golpe militar de Augusto Pinochet en Chile.  Durante su estadía en Francia, ahondó en temáticas políticas y de género.
El debut de Sarmiento como directora se produjo con el estreno del documental Un sueño como de colores (1972), centrado en un grupo de mujeres dedicadas al striptease; el tono de este trabajo permanecería en muchos otros documentales dedicados a la mujer, al machismo y a temas similares. Desde entonces, se ha desempeñado también como montajista y guionista. Estrenó El hombre cuando es hombre (1982), documental grabado en Costa Rica que generó bastante polémica porque la embajada de este país realizó reclamos en París.
También ha participado como actriz en la película Diálogos de exiliados (1975) y en el cortometraje Voyage d'une main (1985), ambos dirigidos por Ruiz.
Su documental Un sueño como de colores permaneció perdido e inédito durante décadas, pero en 2021 fueron encontrados los negativos originales de la película y la Cineteca Universidad de Chile inició un proceso de restauración.
En 2021, fue elegida miembro de la Academia de Hollywood.

## Trayectoria

### Cine
| Año  | Película                                           | Rol       | Rol       | Rol        | Rol    |
| Año  | Película                                           | Directora | Guionista | Montajista | Actriz |
| ---- | -------------------------------------------------- | --------- | --------- | ---------- | ------ |
| 1972 | Un sueño como de colores                           | Sí        |           |            |        |
| 1972 | Poesía popular: la teoría y la práctica            | Sí        |           | Sí         |        |
| 1972 | Los minuteros                                      | Sí        |           | Sí         |        |
| 1972 | La expropiación                                    |           |           | Sí         |        |
| 1975 | Diálogos de exiliados                              |           |           | Sí         | Sí     |
| 1977 | Colloque de chiens                                 |           |           | Sí         |        |
| 1978 | Genèse d'un repas                                  |           |           | Sí         |        |
| 1978 | La vocation suspendue                              |           |           | Sí         |        |
| 1979 | Le mal du pays                                     | Sí        |           | Sí         |        |
| 1979 | Gens de nulle part, gens de toutes parts           | Sí        | Sí        | Sí         |        |
| 1980 | Le borgne                                          |           |           | Sí         |        |
| 1980 | Guns                                               |           |           | Sí         |        |
| 1981 | The Territory                                      |           |           | Sí         |        |
| 1982 | Het dak van de Walvis                              |           |           | Sí         |        |
| 1982 | El hombre cuando es hombre                         | Sí        | Sí        |            |        |
| 1983 | Les minutes d'un faiseur de film                   |           |           | Sí         |        |
| 1983 | Les trois couronnes du matelot                     |           |           | Sí         |        |
| 1983 | La ville des pirates                               |           |           | Sí         |        |
| 1984 | 7 faux raccords                                    |           |           | Sí         |        |
| 1984 | Notre mariage                                      | Sí        | Sí        |            |        |
| 1985 | Voyage d'une main                                  |           |           | Sí         | Sí     |
| 1985 | La isla del tesoro                                 |           |           | Sí         |        |
| 1987 | Brise-glace                                        |           |           | Sí         |        |
| 1990 | La chouette aveugle                                |           |           | Sí         |        |
| 1990 | Amelia Lópes O'Neill                               | Sí        | Sí        |            |        |
| 1994 | Viaggio clandestino - Vite di santi e di peccatori |           |           | Sí         |        |
| 1995 | Wind Water                                         |           |           | Sí         |        |
| 1995 | Elle                                               | Sí        |           |            |        |
| 1997 | Généalogies d'un crime                             |           |           | Sí         |        |
| 1997 | Le film à venir                                    |           |           | Sí         |        |
| 1998 | L'inconnu de Strasbourg                            | Sí        | Sí        |            |        |
| 1998 | Carlos Fuentes: un voyage dans le temps            | Sí        |           |            |        |
| 2000 | Combat d'amour en songe                            |           |           | Sí         |        |
| 2001 | Les âmes fortes                                    |           |           | Sí         |        |
| 2002 | Rosa la china                                      | Sí        | Sí        |            |        |
| 2003 | Ce jour-là                                         |           |           | Sí         |        |
| 2003 | Une place parmi les vivants                        |           |           | Sí         |        |
| 2004 | Edipo                                              |           |           | Sí         |        |
| 2005 | Le domaine perdu                                   |           |           | Sí         |        |
| 2006 | Klimt                                              |           |           | Sí         |        |
| 2008 | Secretos                                           | Sí        | Sí        |            |        |
| 2010 | A Closed Book                                      |           |           | Sí         |        |
| 2010 | Misterios de Lisboa                                |           |           | Sí         |        |
| 2012 | Linhas de Wellington                               | Sí        |           |            |        |
| 2014 | María Graham                                       | Sí        |           | Sí         |        |
| 2020 | El tango del viudo y su espejo deformante          |           |           |            |        |
| 2023 | Huellas                                            | Sí        |           | Sí         |        |

### Televisión
| Año  | Telefilme/miniserie/serie                      | Rol       | Rol        |
| Año  | Telefilme/miniserie/serie                      | Directora | Montajista |
| ---- | ---------------------------------------------- | --------- | ---------- |
| 1976 | Utopía                                         |           | Sí         |
| 1979 | Petit manuel d'histoire de France              |           | Sí         |
| 1979 | De grands événements et de gens ordinaires     |           | Sí         |
| 1992 | Latin Women Beat in California                 | Sí        |            |
| 1992 | El planeta de los niños                        | Sí        |            |
| 1999 | Mon premier french cancan                      | Sí        |            |
| 2004 | Au Louvre avec Miquel Barceló                  | Sí        | Sí         |
| 2007 | La recta provincia                             |           | Sí         |
| 2008 | Litoral                                        |           | Sí         |
| 2013 | Diario de mi residencia en Chile: María Graham | Sí        | Sí         |
| 2018 | Casa de Angelis                                | Sí        |            |

## Premios y reconocimientos
Festival Internacional de Cine de San Sebastián
| Año  | Categoría                                     | Película      | Resultado |
| ---- | --------------------------------------------- | ------------- | --------- |
| 1984 | Gran Premio Donostia para Nuevos Realizadores | Notre mariage | Ganadora  |